# سامي تشونغ
سامي تشونغ (بالإنجليزية: Sammy Chung)‏ (16 يوليو 1932 في المملكة المتحدة - 28 أغسطس 2022) هو مدرب كرة قدم ولاعب كرة قدم بريطاني في مركز الهجوم. لعب مع أكسفورد يونايتد ونادي ريدنغ ونادي واتفورد ونورويتش سيتي.

## وصلات خارجية
- سامي تشونغ على موقع قاعدة بيانات كرة القدم.إي يو (الإنجليزية)
- سامي تشونغ على موقع Soccerbase.com (مدرب) (الإنجليزية)